# 满洲电力史
本條目描述1890年至1945年满洲地區的電力史。满洲电力事業始於1890年清政府創建的旅順大石船坞发电站，日俄戰爭後電力事業迅速發展，除了俄羅斯帝國、大日本帝國等勢力介入外，亦有本地業者投入。1934年11月1日，满洲电业株式会社成立，为继满铁、满业之后满洲国第三大特殊会社。1945年8月15日，日本戰敗投降，满洲电业株式会社終止營業。

## 清末

### 本土势力
满洲的电气事业始于1890年（光绪16年）11月：随着北洋水师的创立，清政府在旅顺建设大石船坞时，设立了大石船坞的发电站，是为满洲最早的发电站。日俄战争之后，电气行业迅速发展：1907年，宝华电灯公司于吉林设立；1909年，奉天电灯厂设立；1911年，长春电灯厂设立。:7

### 俄羅斯帝國
1898年俄羅斯帝國租借关东州、开始建设东清铁路。1902年俄罗斯在大连东端的船坞工厂邻近处建立了大连发电站。此发电站不仅为工厂供电，也为市区照明供电，是满洲最早的民用供电。1904年5月（日俄战争开战3个月后），日军占领并接管了该发电站，继续为军用、民用设施供电。:7
1906年，俄罗斯在满洲里建立了满洲里电灯局。:7

### 日本帝國
日俄战争之后日本依据《朴次茅斯条约》获得了东清铁路南段，称为南满洲铁路。旅顺、营口、安东的供电分别始于1905、1907、1908年。:7
南满洲铁道株式会社（“满铁”）在1907年设立，设立伊始即制定了扩建大连发电站以及为满铁沿线供电的计划。1907年10月，满铁在大连、抚顺、奉天、长春、安东为满铁附属地供电。而关东都督府则以官营事业的形式在旅顺、金州供电。:7

## 中华民国时期
1912年中华民国（北洋政府）成立。1915年，日本对华提出二十一条，此后反日情绪高涨，兴起了收回利权运动，满洲地区也不例外。日本在满铁附属地所经营的电气事业受到了电权回收的影响，安东、奉天、长春等地的日本电气事业无法向满铁附属地以外扩展。:8
而满铁因附属地电气事业规模的成长，在1926年设立了子公司南满洲电气株式会社（“南满电”），公司总部位于大连，在奉天、长春、安东设立了支店。该公司除了经营满铁附属地的电气事业，也运营大连、旅顺和两者之间的电气铁道、公共汽车。:8
|                                     | 发电容量（kVA） | 投资额（千日元） |
| ----------------------------------- | --------------- | ---------------- |
| 南满洲电气株式会社及附属公司（9家） | 52,769          | 23,720           |
| 关东厅营事业（4所）                 | 2,550           | 1,910            |
| 满铁及附属公司（4家）               | 79,013          | 15,210           |
| 其他日本公司（4家）                 | 5,304           | 3,378            |
| 中日合资公司（4家）                 | 12,100          | 9,000            |
| 中国官营公司（13家）                | 29,570          | 5,900            |
| 中国民营公司（36家）                | 6,979           | 2,227            |
| 中俄合资公司（5家）                 | 50              | 缺乏数据         |
| 其他外国公司（7家）                 | 359             | 缺乏数据         |

## 满州国時期
1932年6月，日本关东军特务部与满州国政府签订了组建电力统制机构的协议，准备委员会委员长由吉田豊彦陆军大将（关东军顾问、陸軍技術本部长）擔任。
1933年11月，“满洲电气协会”内设的“满洲电气委员会”提出把发电统一为50赫兹，哈尔滨、奉天使用6600伏特电压，其他地区使用3300伏特电压。
1934年10月25日，满洲国实业部长张燕卿签发实业部指令第666号《满洲电业株式会社设立许可》。1934年11月1日，营口水道电气株式会社（1906年11月成立）、南满洲电气株式会社（1926年满铁运输部运转课下属的电气系改组成立，简称“南满电”）、北满洲电气株式会社（1918年4月收购沙俄资产成立，以上为日方代表）与奉天电灯厂、哈尔滨电业局、新京电灯厂、吉林电灯厂、齐齐哈尔电灯厂、安东电业股份有限公司（以上为满洲代表）在长春康德会馆合并成立满洲电业株式会社，资本額9000万日元，12月1日开始营业。
满洲电业是继满铁、满业之后满洲国第三大特殊会社，其固定资产8320万日元，发电容量140万kW，变电设备容量16万kVA，输电线路全长100km，配电线路全长223km，电灯154万盏，从业人员4168人。
1945年8月15日，日本戰敗投降，满洲电业株式会社終止營業。